# مردم هیلیگاینون
مردم هیلیگاینون (انگلیسی: Hiligaynon people) یکی از گروه‌های قومی زبانی کشور فیلیپین هستند. هیلیگاینون‌ها عمدتاً با نام ایلونگو(Ilonggo) شناخته می‌شوند. این مردمان با زبان هیلیگاینونی گفتگو می‌کنند که یکی از زبانهای زیرشاخه زبانهای ویسایائی است. مردمان هیلیگاینون یا ایلونگوها در جزایر مرکزی فیلیپین یعنی ناحیه مجمع الجزایر ویسایا پراکنده‌اند. این گروه قومی، جمعیتی بالغ بر ۷ درصد از کل جمعیت فیلیپین را تشکیل می‌دهند.